# Cerro Cuatlapanga
Cerro Cuatlapanga är ett berg i Mexiko.   Det ligger i kommunen Cuaxomulco och delstaten Tlaxcala, i den sydöstra delen av landet, 110 km öster om huvudstaden Mexico City. Toppen på Cerro Cuatlapanga är 2 846 meter över havet.
Terrängen runt Cerro Cuatlapanga är kuperad söderut, men norrut är den platt. Runt Cerro Cuatlapanga är det ganska tätbefolkat, med 230 invånare per kvadratkilometer. Närmaste större samhälle är Tlaxcala de Xicohtencatl, 11,9 km väster om Cerro Cuatlapanga. I omgivningarna runt Cerro Cuatlapanga växer i huvudsak blandskog.